# Mancomunidad Intermunicipal del Alto Mijares
 (août 2025).
Motif : Insuffisamment de sources secondaires démontrant le notoriété requise pour un article Cf WP:CAA et WP:NPER
- Archive Wikiwix
- Bing
- Cairn
- DuckDuckGo
- E. Universalis
- Gallica
- Google
- G. Books
- G. News
- G. Scholar
- Persée
- Qwant
- (zh) Baidu
- (ru) Yandex
- (wd) trouver des œuvres sur Wikidata

| 1. | Préciser le motif de la pose du bandeau. | Précisez le motif de la pose du bandeau en utilisant la syntaxe suivante : {{admissibilité à vérifier\|date=août 2025\|motif=remplacez ce texte par le motif}}                                                    |
| 2. | Informer les utilisateurs concernés.     | Pensez à avertir le créateur de l'article, par exemple, en insérant le code ci-dessous sur sa page de discussion : {{subst:avertissement admissibilité à vérifier\|Mancomunidad Intermunicipal del Alto Mijares}} |

La Mancomunidad Intermunicipal del Alto Mijares regroupe 8 communes espagnoles appartenant à la Province de Castellón.

## Communes
- Arañuel
- Castillo de Villamalefa
- Cirat
- Cortes de Arenoso
- Ludiente
- Montanejos
- Puebla de Arenoso
- Zucaina

## Compétences
Ses compétences concernent :
- Défense du milieu ambient et équilibre écologique.
- Services d'assistence et équipement.
- Services éducatifs, culturels, sportifs et de loisir.
- Services sanitaires.
- Asesoramiento jurídico, técnico y administrativo.
- Services sociaux et promotion de l'emploi.
- Promotion du tourisme.
- Soutien du développement commercial, industriel, agricole et de l'élevage.
- Voies de communication et transports publics.
- Moyens sociaux de l'information.